# Haczów (gromada)
Haczów – dawna gromada, czyli najmniejsza jednostka podziału terytorialnego Polskiej Rzeczypospolitej Ludowej w latach 1954–1972.
Gromady, z gromadzkimi radami narodowymi (GRN) jako organami władzy najniższego stopnia na wsi, funkcjonowały od reformy reorganizującej administrację wiejską przeprowadzonej jesienią 1954 do momentu ich zniesienia z dniem 1 stycznia 1973, tym samym wypierając organizację gminną w latach 1954–1972.
Gromadę Haczów z siedzibą GRN w Haczowie utworzono – jako jedną z 8759 gromad na obszarze Polski – w powiecie brzozowskim w woj. rzeszowskim na mocy uchwały nr 18/54 WRN w Rzeszowie z dnia 5 października 1954. W skład jednostki wszedł obszar dotychczasowej gromady Haczów ze zniesionej gminy Haczów w tymże powiecie. Dla gromady ustalono 26 członków gromadzkiej rady narodowej.
30 czerwca 1960 do gromady Haczów włączono wieś Trześniów ze zniesionej gromady Trześniów w tymże powiecie.
31 grudnia 1961 do gromady Haczów włączono wsie Malinówka i Jabłonica Polska ze zniesionej gromady Malinówka w tymże powiecie.
Gromada przetrwała do końca 1972 roku, czyli do kolejnej reformy gminnej. 1 stycznia 1973 w powiecie brzozowskim reaktywowano gminę Haczów.